# Bistum Kulm
Das Bistum Kulm (auch Diözese Culm, polnisch Diecezja Chełmińska) war ein römisch-katholisches Bistum in Preußen und Polen von 1246 bis 1992. Der Sitz des Domkapitels war in Kulmsee (Culmsee, Chełmża), ab 1824 in Pelplin, jedoch niemals in Kulm (Culm, Chełmno). 1992 wurde das Bistum Kulm aufgelöst und durch die neuen Bistümer Pelplin und Toruń ersetzt.

## Territorium
Der geistliche Bereich der Diözese lag im Kulmer Land. Daneben gab es ein weltliches Territorium, in dem die Bischöfe die Landesherren waren. Dieses umfasste im 16. Jahrhundert vier Städte (Culmsee, Culm, Löbau) und 75 Dörfer.

## Geschichte
1215 wurde Christian Bischof der eroberten Gebiete von Preußen. 1222 erhielt er das Kulmer Land als weltlichen Besitz und die bischöflichen Rechte darüber.
1243 wurde die Diözese Preußen im Ordensland Preußen in vier Bistümer durch Legat Wilhelm von Modena aufgeteilt. 1246 wurde Heidenreich erstmals als Bischof von Culm bezeichnet, in diesem Jahr erhielt das Bistum auch seine Ausstattung durch den Papst bestätigt. 1251 wurde das Domkapitel in Culmsee gegründet. Es wurde dem Deutschen Orden unterstellt, alle Domkapitulare mussten (bis 1466) Mitglied des Ordens sein. 1255 wurde das Bistum dem neuen Erzbistum Riga unterstellt, ebenso wie die anderen preußischen Diözesen Ermland, Pomesanien und Samland. Seit 1257 war der Sitz des Bischofs in Löbau (Lubawa).
Seit 1466 gehörte das Diözesangebiet als Teil des Ständestaates Königliches Preußen im Königreich Polen. Seit dieser Zeit verwaltete es auch in Königlich Preußen gelegenen Teile der Diözese Pomesanien. Nach der Auflösung des Erzbistums Riga 1555 nahmen die Vertreter des Bistums Culm an den Synoden des Erzbistums Gnesen teil. Es blieb wie andere Gebiete in Polen katholisch.
Durch die Erste Polnische Teilung 1772/73 kam das Bistum zum Königreich Preußen in Westpreußen. 1782 verlegte der Bischof seinen Sitz auch nach Culmsee. 
Papst Pius VII. unterstellte 1821 mit der Bulle De salute animarum das Bistum Culm als Suffragan dem vereinigten Erzbistum Posen-Gnesen. Die Bulle änderte auch die Diözesangrenzen. Das Leslauer Diözesangebiet (Archidiakonat Pommerellen) in der gleichnamigen Woiwodschaft kam ans Bistum Culm. Dadurch verschob sich das geographische Zentrum der Diözese nach Westen. Dem Rechnung tragend verlegten Domkapitel und Bischof ihren Sitz 1824 nach Pelplin. Dort wurden auch ein Priesterseminar (1829) und eine bischöfliche Schule (Collegium Marianum) eingerichtet.
Seit 1920 gehörte das Gros des Diözesangebietes wieder zu Polen. Im Ausland gelegene Teile des Diözesangebietes wurden sukzessive an benachbarte Administrationen abgegeben. 1920 wurde ein kleiner Teil des Diözesangebietes (Lande Lauenburg und Bütow mit den gleichnamigen Dekanaten in Pommern und nördlicher Teil der Grenzmark Posen-Westpreußen) an die Prälatur Schneidemühl abgetreten. 1922 gingen 18 Pfarreien im Gebiet der Freien Stadt Danzig westlich der Weichsel an die exempte Apostolische Administratur Danzig, wo sie mit 18 Pfarreien des exempten Bistums Ermland im Gebiet der Freien Stadt östlich der Weichsel einen neuen katholischen Administrationsbezirk bildeten, der 1925 zum Bistum Danzig erhoben wurde. Gemäß dem am 10. Februar 1925 mit der Republik Polen geschlossenen Konkordat wurde mit der Bulle Vixdum Poloniae unitas von Papst Pius XI. die Diözesangrenze im Osten neu gezogen. Das nach der Grenzziehung im Abstimmungsgebiet Marienwerder 1922 bei Deutschland gebliebene Dekanat Pomesanien, so genannt aus Traditionsgründen in Erinnerung ans in der Reformation untergegangene Bistum Pomesanien, wechselte vom Bistum Culm ans Bistum Ermland. 
Nach der deutschen Besetzung 1939 wurden alle Mitglieder des Domkapitels (Blutiger Herbst in Pelplin), die meisten Lehrer des Priesterseminars und des Collegium Marianum sowie weitere Geistliche getötet, insgesamt 365 Personen. Als 1972 der Heilige Stuhl die Grenzveränderungen ab 1945 anerkannte, wurde das Diözesangebiet Culms zu Gunsten des Bistums Danzig verkleinert, aber um neue westliche Gebiete in Hinterpommern, die zuvor zur Prälatur Schneidemühl (1972 aufgelöst) und zum Bistum Berlin zählten, erweitert.
1992 wurde das neue Bistum Pelplin durch Papst Johannes Paul II. gebildet. Kleinere Gebiete kamen zum neuen Bistum Toruń.